# Krankenpflegeschule
Eine Krankenpflegeschule, heute auch Gesundheits- und Krankenpflegeschule, historisch Schwesternschule (wegen der Berufsbezeichnung Krankenschwester), ist eine Berufsfachschule zur Ausbildung in bestimmten Pflegeberufen. Es gibt sowohl private als auch staatliche Krankenpflegeschulen.

## Schulen für Gesundheits- und Krankenpflege in Deutschland
Die Rahmenbedingungen für die Gestaltung einer staatlich anerkannten Schulen für Gesundheits- und Krankenpflege sind in Deutschland im Krankenpflegegesetz geregelt. Sofern die Ausbildung in der Krankenpflege nicht im Schulrecht eines Landes weiter geregelt wird und an anderen Schulformen angesiedelt wurde (beispielsweise Berufsfachschulen für Pflege), müssen diese an einem Krankenhaus angeschlossen sein oder zumindest damit in Verbindung stehen (z. B. durch Kooperationsverträge).
Zur Erlangung der staatlichen Anerkennung müssen Schulen für Gesundheits- und Krankenpflege folgende Mindestanforderungen erfüllen:
1. Hauptberufliche Schulleitung durch eine entsprechend qualifizierte Fachkraft mit abgeschlossener Hochschulausbildung,
2. Nachweis einer im Verhältnis zur Zahl der Ausbildungsplätze ausreichenden Zahl fachlich und pädagogisch qualifizierter Lehrkräfte mit entsprechender Hochschulausbildung für den theoretischen und praktischen Unterricht,
3. Vorhaltung der für die Ausbildung erforderlichen Räume und Einrichtungen sowie ausreichender Lehr- und Lernmittel,
4. Sicherstellung der Durchführung der praktischen Ausbildung nach der Ausbildungs- und Prüfungsverordnung für die Berufe in der Krankenpflege (KrPflAPrV) mit entsprechend geeigneten Einrichtungen (u. a. Krankenhäuser, Ambulante Pflegedienste).

Darüber hinaus kann jede Landesregierung weitergehende landesrechtliche Regelungen aufstellen, die das Nähere zu den Mindestanforderungen bestimmen. Das kann sich zum Beispiel auf die Schulgröße und -ausstattung (meist in Form eines Landeslehrstättengesetzes), die verbindliche Anwendung eines bestimmten Rahmenlehrplans sowie die Auswahl und Festlegung bestimmter Studiengänge zur Erlangung der oben geforderten Hochschulqualifikation der Leitung bzw. Lehrkräfte beziehen.

## Gesundheits- und Krankenpflegeschulen in Österreich
In Österreich sind die wesentlichen Rahmenbedingungen für den Betrieb von Gesundheits- und Krankenpflegeschulen in der Gesundheits- und Krankenpflege-Ausbildungsverordnung (GuK-AV) festgelegt. Je nach fachlicher Ausrichtung wird dabei unterschieden in
1. Schule für allgemeine Gesundheits- und Krankenpflege
2. Schule für psychiatrische Gesundheits- und Krankenpflege
3. Schule für Kinder- und Jugendlichenpflege

Der Abschluss lautet Diplomierte [Psychiatrische] Gesundheits- und Krankenschwester/Diplomierter [Psychiatrischer] Gesundheits- und Krankenpfleger respektive Diplomierte/r Kinderkrankenschwester/Kinderkrankenpfleger. Die Ausbildung dauert 3 Jahre und endet mit einer Diplomprüfung (der einzigen im schulischen Sektor in Österreich).
Sonderausbildungen gibt es
- in der Intensivpflege
- in der Anästhesiepflege
- in der Pflege bei Nierenersatztherapie
- für den Operationsbereich (OP-Schwester/Pfleger)
- für Krankenhaushygiene

Diese sind jeweils 1-jährig, desgleichen eine Weiterbildung von allgemeiner Gesundheits- und Krankenpflege in die beiden anderen Formen.
Schulträger der etwa 65 Schulen sind durchwegs öffentliche Krankenhäuser, darunter einige Ordenskrankenhäuser; vereinzelte andere Anbieter (WIFI, BFI, Private) bilden in Assoziation mit Krankenanstalten aus.
Der Direktor einer Schule für Gesundheits- und Krankenpflege hat die fachspezifische und organisatorische Leitung der Bildungseinrichtung inne. Daneben gibt es noch die medizinisch-wissenschaftliche Leitung, die insbesondere zu Qualitätssicherung der von Ärzten vorzutragenden Unterrichtsfächer dient.
Weitere Festlegungen der GuK-AV beinhalten u. a. didaktische Grundprinzipien sowie räumliche Mindestanforderungen. So muss eine Schule neben einer ausreichenden Anzahl an Unterrichtsräumen eine Bibliothek, Arbeits-, Aufenthalts- und Sozialräume für die Lehr- und Fachkräfte, Aufenthalts- und Sozialräume für die Schüler und Räume für die Administration verbindlich vorhalten.